# S:t Michels landskommun
S:t Michels landskommun (finska: Mikkelin maalaiskunta), är en före detta finländsk kommun i landskapet Södra Savolax i dåvarande Östra Finlands län.
S:t Michels landskommun grundades år 1329, och är sedan den 1 januari 2001 en del av S:t Michels stad.
Folkmängden uppgick år 1924 till 15 551 invånare, den totala arealen utgjordes av 1 009,0  km² och folktätheten uppgick till 15,41 personer/ km². Sjuttiotre år senare (1997) uppgick invånarantalet till 11 964 invånare, den totala arealen utgjordes av 972,7 km² och folktätheten uppgick då till 12,30 personer/ km² .
S:t Michels landskommuns språkliga status var, under hela dess existens, enspråkig finsk.

## Administrativ historik
1 januari 1994 överfördes ett område med 8 invånare till Hirvensalmi kommun.

## Politik

### Mandatfördelning i S:t Michels landskommun, valen 1976–1996
| 2 | 10 | 17 |  | 5 |

| 2 | 9 | 15 |  |  | 7 |

|  | 9 |  | 15 |  | 8 |

| 10 |  | 16 |  | 7 |

| 11 | 3 | 14 | 2 | 5 |

| 9 | 2 | 17 |  | 6 |